# Junior Tallo
Junior Tallo, właśc. Tallo Gadji-Celi Carmel Jr. (ur. 21 grudnia 1992 w Magbehigouepa) – iworyjski piłkarz występujący na pozycji napastnika. Były reprezentant reprezentacji Wybrzeża Kości Słoniowej.

## Życiorys

### Kariera klubowa
Jako junior był zawodnikiem: Stella Club d’Adjamé, Centre Domoraud Cyrille, A.C. ChievoVerona, Inter Mediolan i AS Roma.
W swojej karierze seniorskiej reprezentował barwy takich zespołów jak: AC ChievoVerona z Serie A (Włochy, 2012), AS Roma (kwota odstępnego 1,22 mln euro, 2012–2015), SSC Bari z Serie B (wypożyczenie 2013), AC Ajaccio z Ligue 1 (Francja, wypożyczenie 2013–2014), SC Bastia (wypożyczenie 2014–2015), Lille OSC (kwota odstępnego 1 mln euro, 2015–2017), Amiens SC z Ligue 2 (wypożyczenie 2017), Vitória SC z Primeira Liga (Portugalia, 2017–2019) i FC Chambly (2019–2020).

### Kariera reprezentacyjna
Był młodzieżowym reprezentantem Wybrzeża Kości Słoniowej w kategoriach: U-20 i U-23.
W seniorskiej reprezentacji Wybrzeża Kości Słoniowej zadebiutował 11 października 2014 na stadionie Stade des Martyrs (Kinszasa, Demokratyczna Republika Konga) podczas kwalifikacji do Pucharu Narodów Afryki 2015 w wygranym 2:1 meczu przeciwko reprezentacji Demokratycznej Republiki Konga.

## Sukcesy

### Klubowe
SC Bastia
- Zdobywca drugiego miejsca w Pucharze Ligi Francuskiej: 2014/2015

Lille OSC
- Zdobywca drugiego miejsca w Pucharze Ligi Francuskiej: 2015/2016

Amiens SC
- Zdobywca drugiego miejsca w Ligue 2: 2016/2017

### Reprezentacyjne
Wybrzeże Kości Słoniowej
- Zwycięzca Pucharu Narodów Afryki: 2015